# Melody Kay
Melody Dolor Kay (Nascido em 28 de agosto de 1979 em Taylor, Michigan) é uma atriz norte-americana. Ela estrelou em vários filmes, incluindo Férias em Alto Astral e A História Sem Fim 3. Melody nasceu em Michigan e fez teatro local. É casada e tem 4 filhos e tem uma meia-irmã.

## Filmografia

### Filme
| Ano  | Título                    | Papel             | Notas                     |
| ---- | ------------------------- | ----------------- | ------------------------- |
| 1991 | Carolina Skeletons        | Sue Ellen         | Telefilme                 |
| 1994 | Camp Nowhere              | Gaby Nowicki      |                           |
| 1994 | Family Album              | Anne, aos 13 anos | Telefilme (não credidata) |
| 1994 | The NeverEnding Story III | Nicole            |                           |

### Televisão
| Ano  | Título           | Papel         | Notas                                                        |
| ---- | ---------------- | ------------- | ------------------------------------------------------------ |
| 1993 | It Had to Be You | Marylou       | Episódio: "Pilot"                                            |
| 1995 | The Client       | Alison        | Episódio: "The Peach Orchard" Episódio: "Happily Ever After" |
| 2003 | The District     | Ruth Ann      | Episódio: "Last Waltz"                                       |
| 2004 | Yes, Dear        | Dama de honra | Episódio: "Shirley Cooks with Love"                          |